# Tamsica
Tamsica is een geslacht van vlinders van de familie grasmotten (Crambidae).

## Soorten
- T. floricolens Butler, 1883
- T. gerelea Meyrick, 1899
- T. homodora Meyrick, 1899
- T. hyacinthina Meyrick, 1899
- T. hydrophila Butler, 1882
- T. oxyptera Meyrick, 1888